# Тарбагатай (Заиграевский район)
Тарбагата́й (бур. Тарбагата — «[место, где] имеются тарбаганы») — улус в Заиграевском районе Бурятии. Входит в сельское поселение «Верхнеилькинское».

## География
Расположен по южной стороне Кижингинского тракта (региональная автодорога 03К-010), в 30 км к востоку от центра сельского поселения, села Ташелан, на правом берегу реки Ильки, выше впадения в неё речки Барун-Аса. Расстояние до районного центра, пгт Заиграево — 80 км; ближайший населённый пункт, посёлок Хара-Кутул, находится восточнее в 3 км.

## Население
| 2002 | 2010 |
| ---- | ---- |
| 52   | ↘30  |